# Јуснатурализам
Јуснатурализам  је теорија права, која сматра да правне норме прате људско универзално знање о праведности и хармонији односа. Стога она сматра да су донесени закони који су у супротности са таквим универзалним сазнањима неправедни и нелегитимни. Модерни теоретичари који се сматрају иуснатуралистима укључују Хуга Гроција, Имануела Канта, Готфрида Вилхелма Лајбница и Франца фон Цајлера, између осталих.
Ова школа мишљења постала је популарна током средњег века и ренесансе усред покушаја да се идентификује „однос, ако га има, Jus gentium према природном праву у аристотеловско - томистичком смислу“. Ово питање је покрило улогу Бога и адекватност разума без божанске милости, између осталог, посебно у области правне теорије јер је утврдило идеју да природни закон може постојати без религије.

## Концепт
Јуснатурализам је повезан са појмом природног права који су предложили Томас Хобс, Џон Лок, Барух Спиноза и Семјуел фон Пуфендорф. Произашао је из гледишта које наглашава како су идеје природе и божанства или разума извори ваљаности природних и позитивних закона. Такође се везује за општу теорију права, која се посматра као она која има позитивистички карактер, са циљем да буде објективна и ненормативна. За иуснатуралисте, да би закон добио статус правног или закона који има обавезујуће дејство на људе, он мора бити праведан.
Неки научници разликују јуснатурализам од правног позитивизма, али се примећује да се оба баве добрим правом. Јуснатурализам подређује моћ закону, као и позитивно право вишим законима, дајући му значајнији примордијални метанаратив природног права. Један од основних појмова јуснатурализма је да је човек слободан и да нико нема моћ над другим људима или моралну моћ над другим без међусобног чина воље. Неразумевање или препознавање овога би могло довести до сукоба.

## Варијације
Јуснатурализам има различите варијације и оне су засноване на религијским и рационалним перспективама. Два од најважнијих су класични јуснатурализам и рационалистички јуснатурализам. Класични јуснатурализам је повезан са теоретичарима као што је Тома Аквински, који је у свом Трактату о праву тврдио да универзални закони правде имају божанско порекло. Аквинска концептуализација била је изданак његовог развоја Аристотеловог практичног расуђивања. Дејвид Хјум се супротставио класичном јуснатурализму својом критиком „натуралистичке заблуде“.
Рационалистички или реалистички јуснатурализам се појавио током седамнаестог и осамнаестог века као последица процеса секуларизације, који је утицао на однос између хришћанства и међународног права. Мислиоци као што су Гроције, Хобс и Кант тврде да заједничким законима правде Бог не открива људима, већ им се може приступити разумом кроз разумевање људске природе. Овај тип јуснатурализма интегрише природно право и позитивно право као врсте истог рода јер деле један принцип заједничког важења – политичку моћ. Ту је и случај „јуснатуралистичког есенцијализма“, који је рационалистичка варијанта коју је развио Франсиско Суарез. Овај шпански теолог је тврдио да је извор права божанска воља, а не божанско расуђивање. Био је критикован због кварења структуре Аквинске концептуализације.
Умерени јуснатурализам је такође друга варијанта, која наглашава како природно право постоји заједно са позитивним правом унутар правног дуализма који одбацује све монизме као и такозвани екстремни иуснатурализам. Екстремни тип сматра да "природни закон постоји и све што постоји је природни закон". Такође признаје да је морал једна од особина за карактеризацију онога што је право.